# Awiadwigatel PD-14

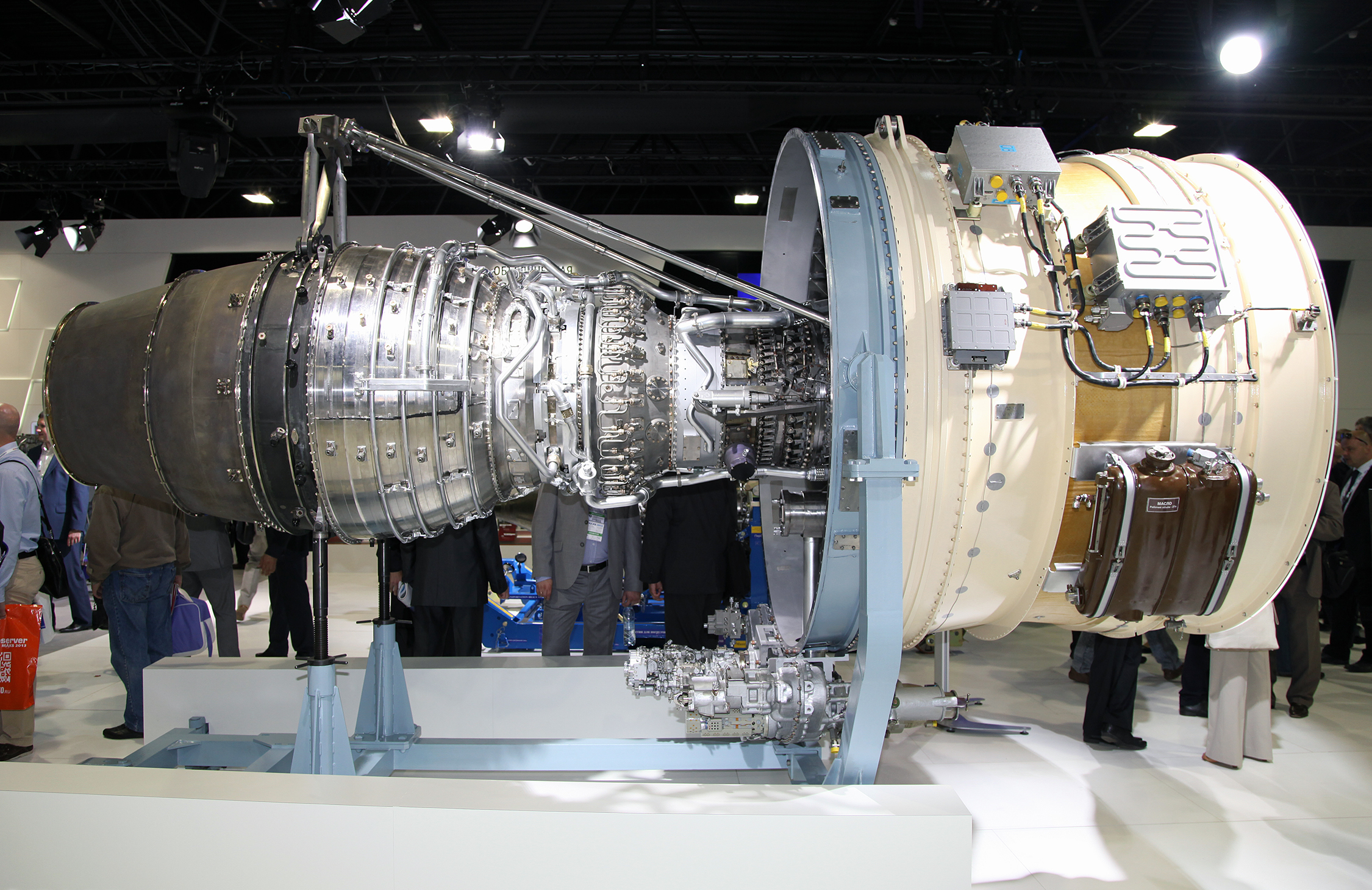
PD-14

Das Awiadwigatel PD-14 (russisch Перспективный Двигатель тягой 14 тонн ‚perspektivisches Triebwerk mit 14 Tonnen Schub‘ oder Пермский Двигатель образца 2014 года ‚Permer Triebwerk Modell 2014‘) ist ein Turbinenluftstrahltriebwerk des russischen Herstellers United Engine Corporation (UEC; russisch Объединенная двигателестроительная корпорация), einem Zusammenschluss aller russischen Triebwerkshersteller. Es wurde von Awiadwigatel für die Irkut MS-21 entwickelt und soll in verschiedenen Varianten für zahlreiche Luftfahrzeuge – unter anderem dem Suchoi Superjet 100 – verwendet werden.

## Geschichte

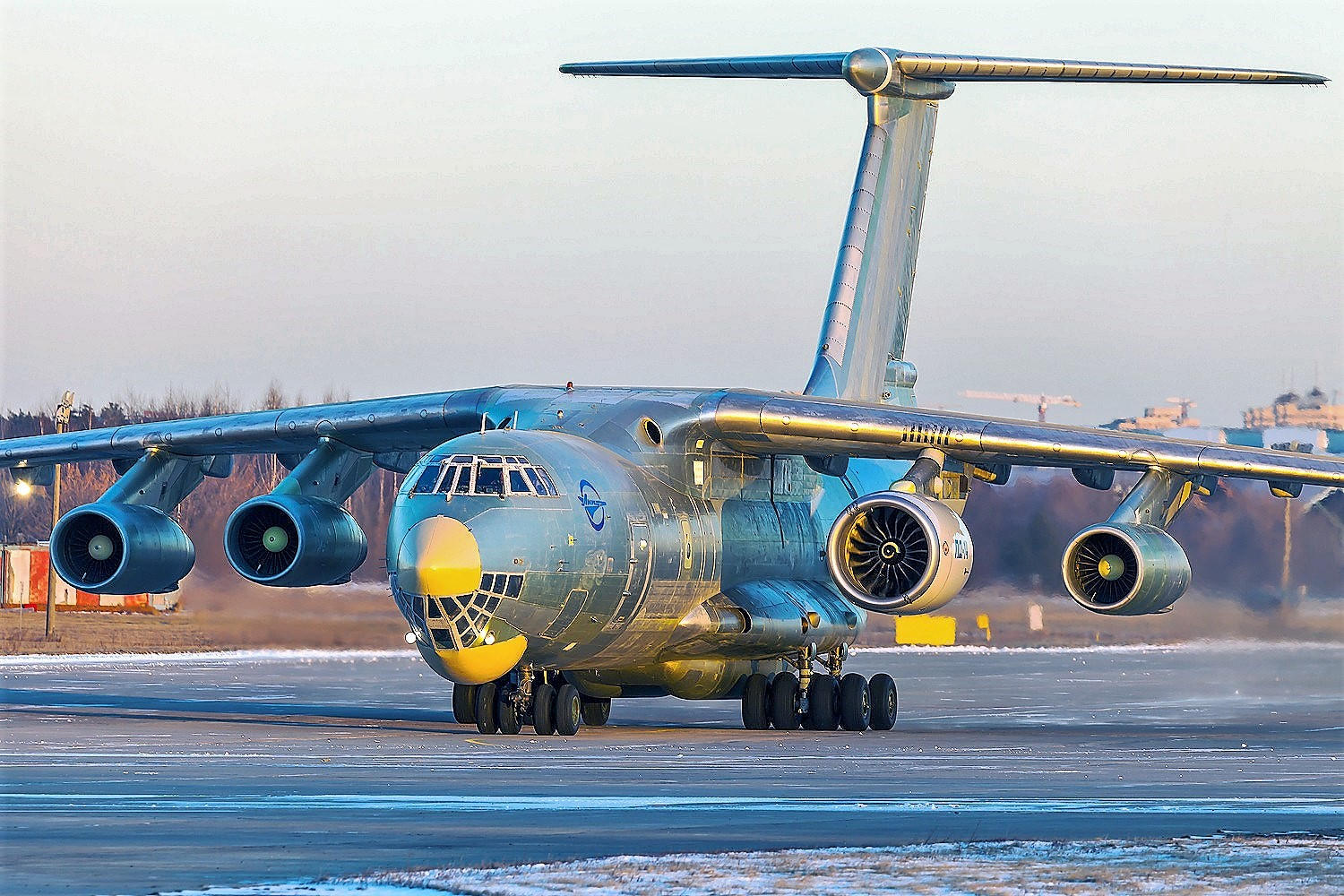
Das PD-14 an einer Il-76LL

Das PD-14 ist das erste seit der Auflösung der Sowjetunion in Russland vollständig neuentwickelte zivile Luftfahrt-Strahltriebwerk. Das PD-14 wurde mit der Zielsetzung entwickelt, 10–15 % weniger Kraftstoff als die weitverbreiteten CFM International CFM56 und International Aero Engines V2500 zu verbrauchen sowie 14–17 % geringere Betriebskosten aufzuweisen. Der Erstflug fand am 3. November 2015 an einer Iljuschin Il-76LL statt.
Bis Ende 2017 wäre ursprünglich der Erstflug des dritten Prototyps der MS-21 mit PD-14 vorgesehen gewesen, das Triebwerk erhielt die Zertifizierung für Russland aber erst 2018. Der Hersteller hatte sich verpflichtet, bis Ende 2018 die ersten Triebwerke an Irkut zu liefern. Eine Zertifizierung der MS-21 mit dem Triebwerk um das Jahr 2021 schien möglich. Voraussetzung für eine Massenproduktion war laut Kommersant im Sommer 2018 jedoch die Zertifizierung durch die europäische EASA.
Bis Sommer 2019 produzierte UEC insgesamt 16 Triebwerke, zwei Triebwerke waren zu diesem Zeitpunkt an Irkut zur Erprobung an einer MS-21 geliefert worden; das dafür vorgesehene Flugzeug befand sich im Winter 2019 noch in Fertigung. Der Erstflug des fünften Prototyps mit PD-14-Triebwerken fand am 15. Dezember 2020 statt. Vier Mitarbeiter des Unternehmens erhielten zu dieser Zeit staatliche Auszeichnungen, darunter ein Verdienstorden für das Vaterland zweiter Klasse für Chefkonstrukteur Roman W. Chramin.

## Beschreibung
Das PD-14 ist ein Zweiwellen-Mantelstromtriebwerk mit einem Bläser mit hohlen Titanschaufeln. Auf eine Getriebeuntersetzung des Bläserrads wurde verzichtet, um den Durchmesser gering halten zu können. Dem Bläser folgt ein dreistufiger Niederdruckverdichter sowie ein achtstufiger Hochdruckverdichter. Die komplexen Verwirbelungskanäle in den Brennkammern werden im 3D-Druckverfahren hergestellt. Die Turbinenschaufeln (2 Hochdruck, 6 Niederdruck) sind gekühlt und bestehen aus einer Einkristall-Legierung. Die Triebwerksgondeln bestehen zu 65 % aus Verbundwerkstoffen. Der spezifische Kraftstoffverbrauch des PD-14 soll nach Herstellerangaben mit dem des Pratt & Whitney PW1000G und CFM International LEAP vergleichbar sein, obwohl der Niederdruckverdichterraddurchmesser geringer ist (1,90 m, PW1000G: 2,06 m, LEAP: 1,98 m).

## Varianten
- PD-7: auf 78 kN Schub reduziert
- PD-8: verkleinerte Version für den Suchoi Superjet 100, die Berijew Be-200[12] und allenfalls die Iljuschin Il-112.[13] Testbeginn im Mai 2021.[14] Das Zertifizierungsverfahren begann Anfang 2022,[15] der Erstflug, an einer Iljuschin Il-76LL fand Ende 2022 statt.[16][17]
- PD-10: SSJ-130,[18] 108 kN
- PD-12W: Mil Mi-26, auf 11.500 SHP gedrosseltes Wellentriebwerk[19]
- PD-14: MS-21-300
- PD-14A: MS-21-200, 122,6 kN
- PD-14M: MS-21-400, 153 kN, fünfstufige Niederdruckturbine
- PD-18R: Getriebefanvariante, 178 kN
- PD-35: geplante vergrößerte Variante (um 50 % vergrößerter Kern) für die CRAIC CR929,[20][21] 340–390 kN[22][23]

## Technische Daten
- Zweiwellen-Luftstrahltriebwerk
- Länge: ?
- Durchmesser: 1900 mm
- Trockengewicht: 2870 kg
- Kompressor: Bläser und dreistufige Niederdruckstufe auf derselben Welle, achtstufige Hochdruckstufe
- Ringbrennkammer
- Turbine: Zweistufige Hochdruckstufe, sechsstufige Niederdruckstufe
- Maximaler Schub: 137,3 kN
- Gesamtdruckverhältnis: 46: 1
- Nebenstromverhältnis: 1: 8,5
- Turbineneintrittstemperatur: 2000 K[24]
- Spezifischer Kraftstoffverbrauch: 33 g / (kNs)[25]
- Schub-Gewicht-Verhältnis: [4,88]